# Graaf van Norfolk
Graaf van Norfolk  (Engels: Earl of Norfolk) is een Engelse adellijke titel, genoemd naar het graafschap Norfolk.
Hoewel de titel al genoemd werd voor de Normandische verovering van Engeland, werd hij voor het eerst gecreëerd voor Ralph de Gaël, heer van Gaël en Montfort, die met Willem de Veroveraar had meegevochten in de Slag bij Hastings. In 1074 kwam hij in opstand tegen de koning en werd vervallen verklaard van zijn landen en titels.
De titel werd voor een tweede maal gecreëerd door koning Stefan voor Hugh Bigod. Zijn graafschap werd na zijn dood in 1177 ingenomen door Hendrik II en pas in 1189 werd zijn zoon Roger Bigod bevestigd in zijn land en titels. Met Roger Bigod stierf de titel in 1306 uit.
In 1312 beleende Eduard II zijn halfbroer Thomas met de titel. Na diens dood erfde zijn dochter Margaretha de titel. In 1397 werd zij voor het leven verheven tot hertogin van Norfolk, terwijl haar kleinzoon Thomas Mowbray tegelijkertijd de titel hertog van Norfolk werd verleend. Hij droeg reeds de titel graaf van Nottingham en volgde in 1399 zijn grootmoeder op als 3e graaf. Net voor zijn dood werd hij vervallen verklaard van het hertogdom.
Als graaf werd hij opgevolgd door zijn zoon, eveneens Thomas Mowbray geheten. Na zijn dood in 1405 werd hij opgevolgd door zijn broer John Mowbray, die in 1425 werd hersteld in het hertogdom van zijn vader. Nadat in 1476 zijn kleinzoon stierf, vielen het hertogdom Norfolk en het graafschap Nottingham aan de kroon, terwijl het graafschap Norfolk toekwam aan zijn dochter aan Anne Mowbray.
Anne huwde met Richard van Shrewsbury, hertog van York, de zoon van Eduard IV van Engeland, voor wie de titels hertog van Norfolk en graaf van Nottingham opnieuw werden gecreëerd. Na haar dood (1481) stierf de titel uit, maar meteen erna werd haar man met ermee beleend.
Pas in 1644 wordt de titel weer verleend door Karel I aan Thomas Howard, kleinzoon van Thomas Howard, 4e hertog van Norfolk, wiens titel in 1572 afgenomen was. De 3e graaf, ook Thomas Howard geheten werd in 1660 hersteld in het hertogdom van zijn voorvader, waarna de titel graaf van Norfolk samenvalt met de hertogtitel en een hoffelijkheidstitel wordt.

## Graaf van Norfolk, eerste creatie (1070)
- 1070 – 1074: Ralph de Gaël (ca 1040 – 1097), 1e graaf van Norfolk

## Graaf van Norfolk, tweede creatie (1141)
- 1141 – 1177: Hugh Bigod (1095-1177), 1e graaf van Norfolk
- 1177/89 – 1221: Roger Bigod (ca 1144 – 1221), 2e graaf van Norfolk
- 1221 – 1225: Hugh Bigod (ca 1182 – 1225), 3e graaf van Norfolk
- 1225 – 1270: Hugh Bigod (ca 1209 – 1270), 4e graaf van Norfolk
- 1270 – 1306: Roger Bigod († 1306), 5e graaf van Norfolk

## Graaf van Norfolk, derde creatie (1312)
- 1312 – 1338: Thomas van Brotherton (1300 – 1338), 1e graaf van Norfolk
- 1338 – 1399: Margaretha van Norfolk (ca 1320 – 1399), 2e gravin van Norfolk, hertogin van Norfolk (1397)
- 1399: Thomas Mowbray (1366 – 1399), 1e graaf van Nottingham (1383), 1e hertog van Norfolk (1397); 3e graaf van Norfolk
- 1399 – 1405: Thomas Mowbray (1385 – 1405), 4e graaf van Norfolk en 2e graaf van Nottingham
- 1405 – 1432: John Mowbray (1392 – 1432), 5e graaf van Norfolk en 3e graaf van Nottingham; 2e hertog van Norfolk (1425)
- 1432 – 1461: John Mowbray (1415 – 1461), 3e hertog en 6e graaf van Norfolk, 4e graaf van Nottingham
- 1461 – 1476: John Mowbray (1444 – 1476), 4e hertog en 7e graaf van Norfolk, 5e graaf van Nottingham
- 1476 – 1481: Anne de Mowbray (1472 – 1481), 8e gravin van Norfolk

## Graaf van Norfolk, vierde creatie (1481)
- 1481 – 1483: Richard van Shrewsbury (1473-1483), 1e hertog van York (1474), 1e hertog van Norfolk en 1e graaf van Nottingham (1476); 1e graaf van Norfolk

## Graaf van Norfolk, vijfde creatie (1644)
- 1644 – 1646: Thomas Howard (1585 – 1646), 21e graaf van Arundel (1604); 1e graaf van Norfolk
- 1646 – 1652: Henry Frederick Howard (1608 – 1652), 22e graaf van Arundel en 2e graaf van Norwich
- 1652 – 1677: Thomas Howard (1627 – 1677), 23e graaf van Arundel en 3e graaf van Norfolk; 5e hertog van Norfolk